# Histoire politique des Îles Cook
 (mai 2023).
La mise en forme du texte ne suit pas les recommandations de Wikipédia : il faut le « wikifier ».
Les points d'amélioration suivants sont les cas les plus fréquents. Le détail des points à revoir est peut-être précisé sur la page de discussion.
- Les titres sont pré-formatés par le logiciel. Ils ne sont ni en capitales, ni en gras.
- Le texte ne doit pas être écrit en capitales (les noms de famille non plus), ni en gras, ni en italique, ni en « petit »…
- Le gras n'est utilisé que pour surligner le titre de l'article dans l'introduction, une seule fois.
- L'italique est rarement utilisé : mots en langue étrangère, titres d'œuvres, noms de bateaux, etc.
- Les citations ne sont pas en italique mais en corps de texte normal. Elles sont entourées par des guillemets français : « et ».
- Les listes à puces sont à éviter, des paragraphes rédigés étant largement préférés. Les tableaux sont à réserver à la présentation de données structurées (résultats, etc.).
- Les appels de note de bas de page (petits chiffres en exposant, introduits par l'outil «  Source ») sont à placer entre la fin de phrase et le point final[comme ça].
- Les liens internes (vers d'autres articles de Wikipédia) sont à choisir avec parcimonie. Créez des liens vers des articles approfondissant le sujet. Les termes génériques sans rapport avec le sujet sont à éviter, ainsi que les répétitions de liens vers un même terme.
- Les liens externes sont à placer uniquement dans une section « Liens externes », à la fin de l'article. Ces liens sont à choisir avec parcimonie suivant les règles définies. Si un lien sert de source à l'article, son insertion dans le texte est à faire par les notes de bas de page.
- La présentation des références doit suivre les conventions bibliographiques. Il est recommandé d'utiliser les modèles {{Ouvrage}}, {{Chapitre}}, {{Article}}, {{Lien web}} et/ou {{Bibliographie}}. Le mode d'édition visuel peut mettre en forme automatiquement les références.
- Insérer une infobox (cadre d'informations à droite) n'est pas obligatoire pour parachever la mise en page.

Pour une aide détaillée, merci de consulter Aide:Wikification.
Si vous pensez que ces points ont été résolus, vous pouvez retirer ce bandeau et améliorer la mise en forme d'un autre article.
L'histoire politique des Îles Cook n'est que peu marquée par une dualité entre droite et gauche. Si certes le Cook Islands Party est généralement considéré par son histoire même comme ayant une approche plus sociale que le Democratic Party, la réalité est plus complexe. L'appartenance à tel ou tel parti est généralement plus liée à des stratégies personnelles, familiales ou tribales qu'à un véritable débat idéologique. Il n'est ainsi pas rare de voir les personnes changer soudainement de camp. Terepai Maoate commença sa carrière politique au sein du CIP avant de rejoindre le Democratic Party au nom duquel il fut premier Ministre de 1999 à 2002. Mais l'exemple le plus spectaculaire est sans doute celui de Joe Williams qui fit quatre fois l'aller-retour entre les deux principaux partis en quelques années à peine. Plus récemment Wilkie Olaf Patua Rasmussen qui appartenait jusqu'alors au CIP rejoignit peu avant les élections de 2006 le democratic Party. Néanmoins un amendement à la loi électorale de 2004 voté en juillet 2007 et intitulé "anti-party hopping" a pour objet de limiter ces changements soudains de camp au milieu d'une législature.
Un autre facteur important de la vie politique de l'archipel est le rôle non négligeable joué par les Eglises au travers du très influent "Religious Advisory Council" (RAC) qui regroupe des représentants des différentes confessions présentes dans l'archipel Ceux-ci n'hésitent pas à donner leur avis sur tel ou tel candidat transformant parfois, les services dominicaux en autant de meetings politiques.
Toutefois, les campagnes électorales se déroulent généralement dans une atmosphère joyeuse, ces périodes étant l'occasion de festivités organisées par les candidats en lice.

## Avant l'indépendance associée
La naissance d'une vie politique au sens moderne du terme date aux îles Cook de 1946 et la mise en place par l'administration néo-zélandaise d'un conseil législatif comprenant 20 membres (9 nommés par le Résident Commissaire de Nouvelle-Zélande, lui-même présidant le Conseil, 3 par le Conseil insulaire de Rarotonga, six par les Conseils insulaires des autres îles - généralement tous ariki ou proches de ceux-ci - et enfin 1 membre élu représentant la communauté européenne.) Dès cette époque apparurent les premiers clivages entre partisans du système traditionnel et aristocratique des ariki (chefs coutumiers) et tenants d'une organisation politique démocratique fondée sur l'égalité et la participation de tous. C'est sur ces derniers principes que fut fondée la CIPA (Cook Islands Progressive Association). En 1947, la CIPA présenta des candidats au conseil insulaire de Rarotonga. L'un d'eux réussit à battre un proche de Makea Nui Ariki, une première.
Ce processus de démocratisation franchit une nouvelle étape en 1957, date à laquelle le Conseil Législatif fut réorganisé en Assemblée Législative. Celle-ci comprenait 27 membres dont 22 élus au suffrage universel et 5 nommés ou appointés d'office. Le Résident Commissaire conservait néanmoins la gestion de l'exécutif.
À partir du début des années 1960, les choses s'accélérèrent. En 1962, un Comité Exécutif, sorte d'embryon de gouvernement autonome, fut créé. La même année le représentant néo-zélandais à l'ONU annonçait devant le Conseil de sécurité, la mise en place d'un processus d'autodétermination des îles Cook dans les trois ans.
C'est à cette époque qu'Albert Royle Henry, originaire d'Aitutaki, décida de rentrer au pays après 22 ans passés en Nouvelle-Zélande. Fort de son expérience en tant que syndicaliste et secrétaire d'une section du parti travailliste néo-zélandais, il prit la tête de la CIPA qu'il rebaptisa Cook Islands Party (CIP). Sentant le vent tourner, Makea Nui Ariki rejoignit à son tour le CIP et en obtint même la présidence avec le soutien d'Albert Henry. Elle démissionna deux semaines plus tard estimant sans doute sa position trop inconfortable vis-à-vis des autres ariki.
En avril 1965, le CIP remportait la victoire aux élections générales. Le gouvernement néo-zélandais proposa alors à l'Assemblée Législative nouvellement élue quatre possibilités : l'indépendance complète, l'assimilation définitive à la Nouvelle-Zélande, une éventuelle fédération polynésienne avec Niue ou une indépendance associée. Ce fut cette dernière solution qui fut choisie. Le 4 août 1965, une nouvelle constitution était votée. Les îles Cook devenaient un état indépendant en libre association avec la Nouvelle-Zélande. Celle-ci conservait la responsabilité des affaires étrangères et de la défense, le gouvernement des îles Cook gérant les affaires internes et gardant la possibilité d'opter pour une indépendance complète quand bon lui semblerait. Albert Henry fut nommé Premier Ministre.

## Les années Albert Henry (1965-1978)
Entretenant des relations houleuses avec les Ariki, Henry n'eut de cesse durant ses treize ans de règne sans partage de tenter de réduire leur influence. En 1967 fut certes créée une Chambre des Ariki mais Henry limita ses attributions à un rôle consultatif (cf. Institutions des îles Cook) alors que ceux-ci réclamaient de vrais pouvoirs. En 1972, il mit en place une entité coutumière rivale, le Koutu Nui où siégeaient les mataiapo et rangatira de l'archipel, titre coutumier considéré généralement comme inférieur aux Ariki mais dont Henry avait le soutien.
Le premier parti organisé d'opposition fut fondé en 1971 à l'initiative de Tom Davis (îles Cook). Originaire de Rarotonga, il avait passé de nombreuses années aux États-Unis où il travaillait comme ingénieur biologiste à la NASA entre autres sur le programme Apollo. Il nomma ce nouveau parti le Democratic Party (DP) en référence au parti éponyme américain. Proche de Makea Nui Teremoana Ariki et marié à partir de 1979 à Pa Tepaeru Terito Ariki, il obtint le soutien de la plupart des ariki. Aux élections de 1974, son parti remporta 8 sièges contre 14 pour le CIP. Aux élections de 1978, la tendance sembla se confirmer, le CIP obtenant 15 sièges et le DP 7. Mais la Haute Cour d'Avarua invalida 9 des sièges du CIP quelques jours plus tard, après la découverte d'une affaire de fraude électorale. Albert Henry avait en effet peu avant les élections affrété avec de l'argent public 6 avions en provenance de Nouvelle-Zélande, pour faire voter quelque 800 de ses partisans expatriés. Ce fut la fin de sa carrière et il devait décéder le 1er janvier 1981. Son cousin Geoffrey Henry lui succéda à la tête du CIP tandis que Tom Davis était nommé premier Ministre.

## Le Democratic Party au pouvoir (1978-1989)

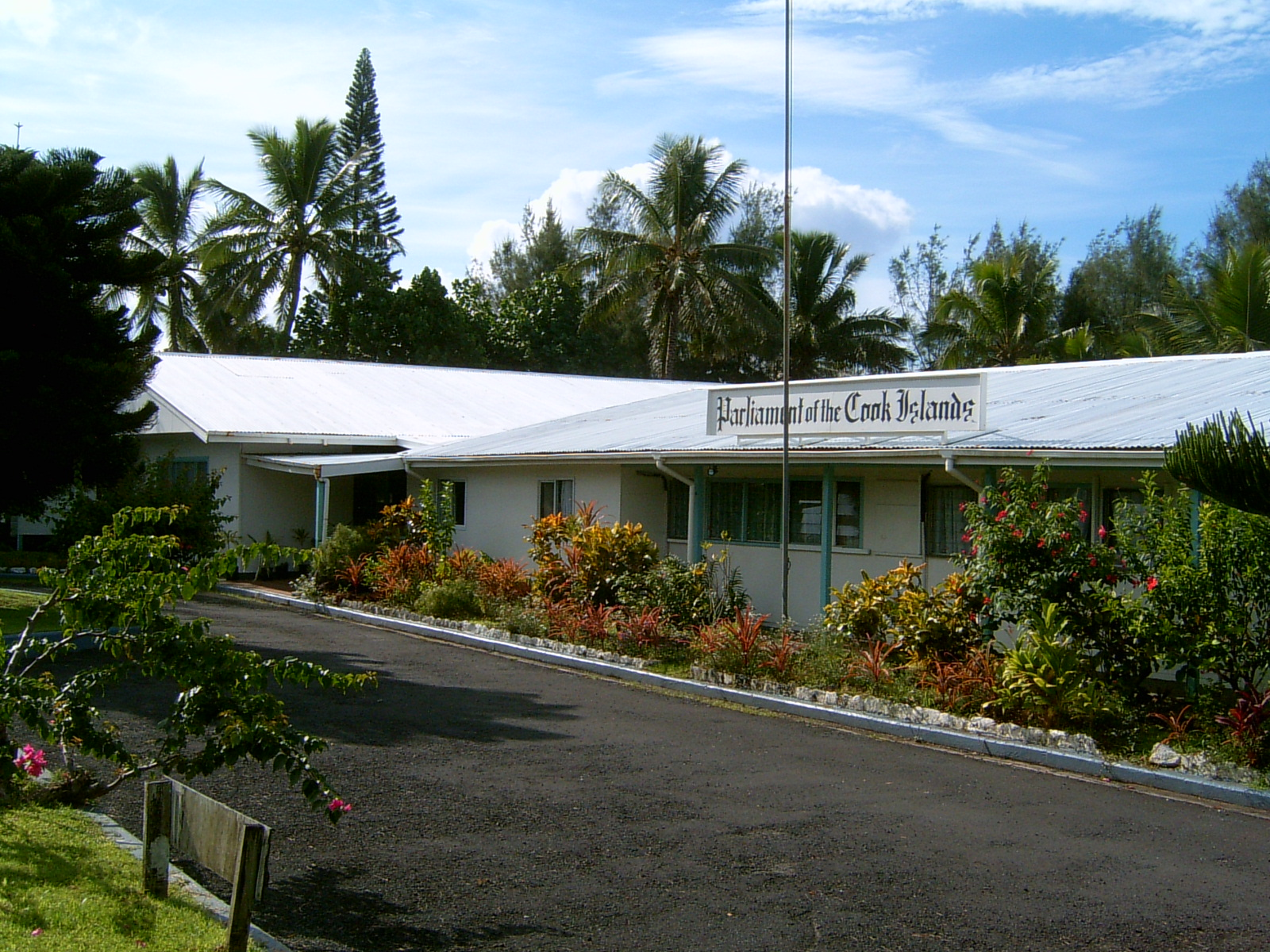
Parlement des îles Cook.

Moins attaché à la Nouvelle-Zélande que son prédécesseur, Davis prit ses distances avec l'ancienne puissance de tutelle. Parmi les mesures symboliques, un nouvel hymne national, Te Atua Mou E (Dieu est la vérité), dont il composa lui-même les paroles fut adopté en remplacement de "God Defend New Zealand". Pour éviter de nouveaux abus, une réforme électorale permettant aux expatriés d'élire leur propre représentant fut également votée tandis que l'Assemblée Législative était rebaptisée Parlement. Sa politique économique délibérément "reaganienne" de réduction des dépenses publiques, eut pour conséquence de mécontenter les couches les plus défavorisées de la population, si bien que les élections de mars 1983 virent le CIP remporter la victoire et Geoffrey Henry devenir Premier Ministre.
Une astuce constitutionnelle permit après le ralliement de certains membres du CIP au Représentant de la Reine de dissoudre l'assemblée au bout de quelques semaines. De nouvelles élections eurent lieu en novembre de la même année qui permirent à Tom Davis de revenir aux affaires.
En août 1985, Davis proposa de former un gouvernement d’ouverture, proposant un portefeuille ministériel à trois membres du Cook Islands Party, dont Geoffrey Henry qui devint vice Premier ministre. Il fut limogé quelques mois plus tard après avoir tenté de renverser le gouvernement par une motion de censure. Il fut remplacé à ce poste par Terepai Maoate, alors membre du CIP mais soutenant Davis. De moins en moins populaire y compris dans son propre parti, son gouvernement fut finalement renversé en juillet 1987 par le vote d'une motion de censure remportée cette fois-ci par 22 voix contre 2. Pupuke Robati également membre du DP fut nommé à sa place.
Originaire de Rakahanga, il était le premier insulaire du nord de l'archipel à accéder a de telles fonctions. Proche de Gaston Flosse, alors Secrétaire d'État aux Relations avec les Pays du Pacifique Sud du gouvernement de cohabitation Jacques Chirac, il obtint de la France dont l'image dans la région était au plus bas ("Affaire du Rainbow Warrior", événements de Nouvelle-Calédonie), une  généreuse aide financière qui lui permit de développer la perliculture sur Manihiki et Penrhyn. Robati se maintint au pouvoir deux années, mais son parti déchiré par les dissensions internes perdit les élections générales de 1989. Geoffey Henry (CIP) revint aux affaires.

## Le retour aux affaires du Cook Islands Party (1989-1999)
Souhaitant développer un tourisme haut de gamme afin de retenir les jeunes en âge de travailler dans l'archipel, Geoffrey Henry lança en 1990 un projet de construction d'un hôtel de luxe sous licence Sheraton. Il loua pour cela au nom du gouvernement des terres coutumières  appartenant à Pa Tepaeru Teariki Upokotini Marie Ariki dans le sud de Rarotonga à Vaimaanga. Pour mettre en œuvre le projet, le gouvernement emprunta près de 120 millions de dollars NZ (environ 60 millions d'Euros) auprès d'une banque publique italienne, l'Instituto Nazionale de Credito per el Lavoro Italiano tandis que la maîtrise d'œuvre était confiée à une société également transalpine. En 1993, cette dernière déposa son bilan en raison des liens supposés de ses dirigeants avec la mafia. Nous sommes alors en Italie en pleine opération "mani pulite" ("mains propres"). Les travaux furent interrompus alors même que la plus grande partie des versements avait été effectuée. Les conséquences furent catastrophiques pour le pays, les intérêts du prêt continuant à courir. En 1996, les Îles Cook durent se déclarer en faillite. Le nombre de fonctionnaires fut divisé par deux et la plupart des actifs publics à l'étranger, vendu.

## Les années d'instabilité (1999-2004)
Les difficultés économiques que connut le îles Cook, devait entraîner une redistribution des cartes qui plongèrent le pays dans l'instabilité politique.

### Coalition I:  le gouvernement de Geoffrey Henry (juin-juillet 1999)

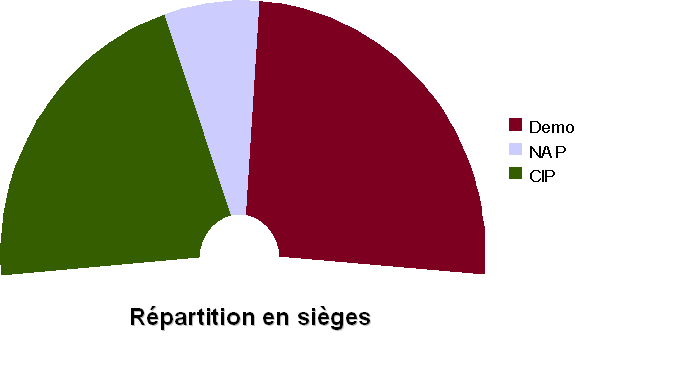
Répartition en sièges aux élections de 1999

Des élections eurent lieu le 16 juin 1999. Le "Demo" rebaptisé pour ces élections Democratic Alliance Party obtint une majorité relative avec 12 sièges contre 10 pour le Cook Islands Party et 3 pour le New Alliance Party de Norman George. Le même jour était organisé un référendum sur la diminution de la durée d'une législature à quatre années au lieu de cinq. Le « oui » l'emporta avec 63 % des suffrages.
Pour conserver malgré tout la majorité Geoffrey Henry transigea avec le NAP lui permettant de former un gouvernement de coalition dont il conserva la tête avec George comme vice-Premier Ministre. Un mois plus tard, l'alliance fut rompue à l'initiative de ce dernier qui s'allia avec Joe Williams, à l’époque encore membre du CIP. Williams fut nommé Premier Ministre le 29 juillet 1999 à la place de Henry. Norman George conserva son poste de vice-Premier Ministre.

### Coalition II: le gouvernement de Joe Williams (juillet-novembre 1999)
Médecin de formation exerçant à Auckland (Nouvelle-Zélande), Joe Williams commença sa carrière politique dans les années 1970 en tant que député d'Aituaki puis à partir de 1993 dans la circonscription outre-mer. Ayant la réputation d’être une girouette, il fit sa carrière politique passant d’un parti à l’autre en fonction des circonstances. Il se maintint au pouvoir quatre mois avant d'être renversé par une nouvelle motion de censure. Beaucoup lui reprochait de passer plus de temps en Nouvelle-Zélande qu'à Rarotonga.

### Coalition III et IV:  le gouvernement de Terepai Maoate (novembre 1999-février 2002)
Son successeur Terepai Maoate, lui aussi médecin ayant commencé sa carrière politique dans les années 1970 en tant que membre du CIP avant de rejoindre le Democratic Party dans les années 1980, fit alliance avec l’indéboulonnable Norman George, qui conserva son poste de vice-Premier Ministre. Toutefois en août 2001, Maoate limogea George du gouvernement, le soupçonnant de manœuvrer dans son dos pour le renverser. Il nomma à sa place Robert Woonton également du Democratic Party. Mais en février 2002, Woonton réussit avec l’aide de Geoffrey Henry et Norman George à trouver une majorité de 15 députés pour faire voter une motion de censure contre le gouvernement Maoate.

### Coalition V, VI, VII…: le gouvernement de Robert Woonton (février 2002-décembre 2004)

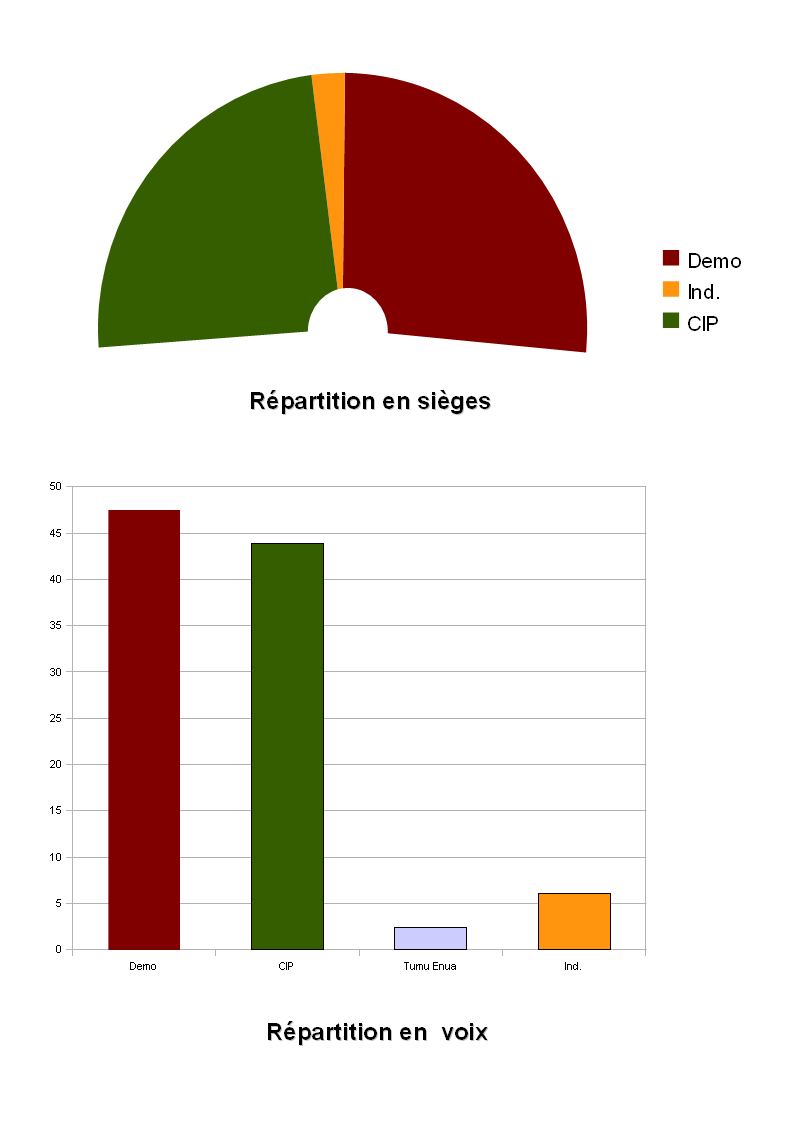
Répartition en sièges et en voix des élections de 2004

Robert Woonton, originaire de Manihiki forma alors une nouvelle coalition de circonstance, composée cette fois-ci de membres des trois partis CIP, DAP et NAP. Geoffrey Henry fut nommé vice-Premier Ministre, les autres ministres étant Norman George, Jim Marurai, Peri Vaevaetaeroi Pare et Tom John Marsters. Là encore, celle-ci devait faire long feu. En novembre 2002, il y eut tout d’abord le limogeage de Norman George suivi en janvier  2003 par celui de Geoffrey Henry. Terepai Maoate fut nommé vice-Premier Ministre à sa place. Néanmoins soupçonné par Woonton de comploter contre le gouvernement, il fut à son tour remplacé à ce poste par Ngamau Mere Munokoa en novembre 2003.
C'est dans ce contexte instable que se déroulèrent les élections septembre 2004. Entre-temps en avril 2003, une nouvelle réforme électorale avait aboli le siège de la circonscription outre-mer. La raison invoquée fut entre autres le petit nombre d'inscrits sur les listes électorale, à peine 1200 sur les quelque 60 000 ultra marins. Le Democratic Party sembla tout d'abord sortir vainqueur du scrutin. Toutefois pas moins de 11 pétitions électorales avait été déposées par le CIP retardant d'autant la session parlementaire devant confirmer ou pas Woonton. Mais ce dernier qui n'avait dans sa circonscription de Manihiki que quatre voix d'avance sur son adversaire Henry Puna, vit finalement sa victoire annulée, des nouvelles élections devant avoir lieu en décembre. Entre-temps, il annonça vouloir former une coalition avec le Cook Islands Party de geoffrey Henry. Cela entraîna une scission au sein du Democratic Party. Woonton décida alors de fonder un tout nouveau parti, le Demo Tumu (rebaptisé par la suite Cook Islands First Party). Il fut rejoint dans son projet par quatre autres membres du Demo, Peri Vaevaetaeroi Pare, Jim Marurai, Upokomaki Simpson et Piho Rua. Finalement Woonton renonça à se présenter à ces élections partielles pour des raisons familiales. Apii Piho se présenta à se place au nom du Democratic Party mais fut battu par Henry Puna.

## Le gouvernement Marurai: le retour à la stabilité? (2004-2009)
Après de subtiles tractations, ce fut au bout du compte Jim Marurai qui accéda au poste de premier ministre. Il confirma pour cela l'alliance annoncée par Woonton entre le Demo Tumu et le CIP de Geoffrey Henry. Henry fut nommé vice-premier ministre, un accord ayant été trouvé selon lequel il devait remplacer Marurai à mi-mandat en 2006. Mais en août 2005, Marurai déclara l'accord caduc et limogea Geoffrey Henry de son gouvernement estimant que celui-ci « interférait dans les responsabilités des autres ministères ». Il le remplaça par Terepai Maoate, chef de file du « demo » et qui depuis neuf mois se trouvait dans l'opposition.

### La crise constitutionnelle de 2006

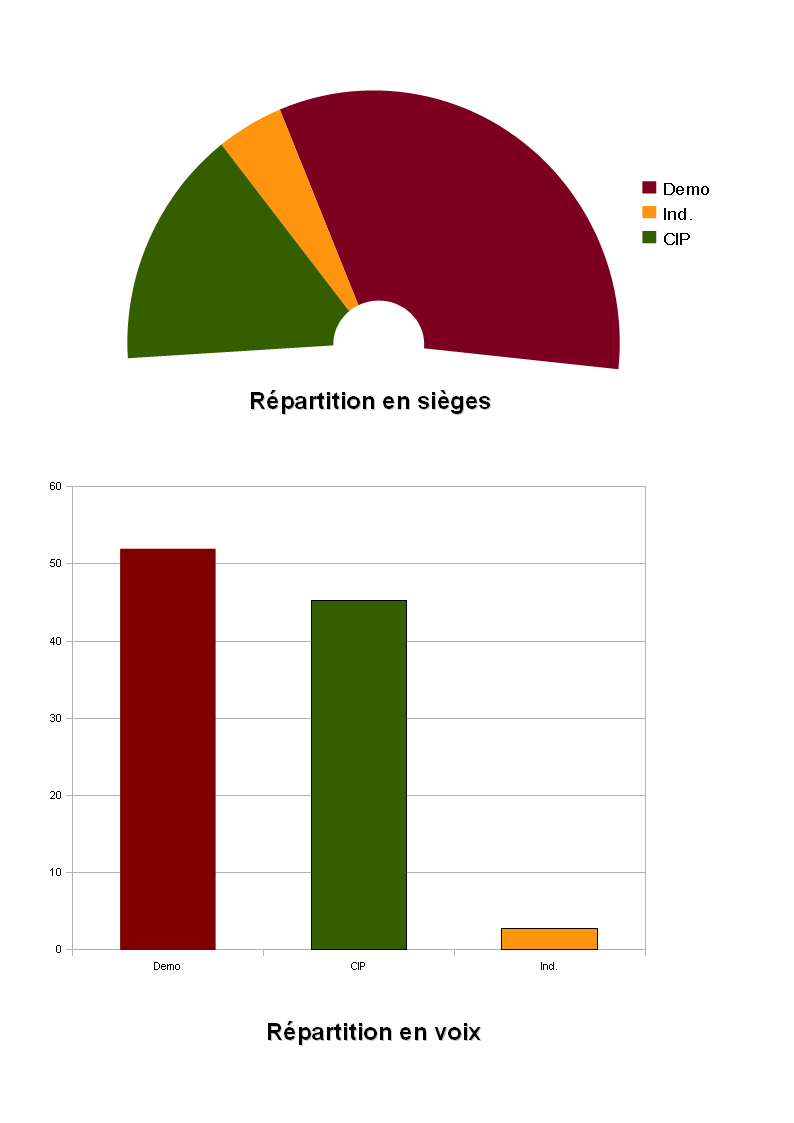
Répartition en sièges et en voix des élections de 2006

En juillet 2006 des élections partielles sur les îles d'Atiu (Circonscription de Teenui-Mapumai) et Rarotonga (circonscription de Matavera) remportées respectivement par Norman George et Kiriau Turepu, permirent au parti de Geoffrey Henry d'obtenir la majorité au Parlement. Le 24 juillet, il fit voter dans une atmosphère tendue une motion de censure visant à renverser le gouvernement Marurai. Mais juste avant que le vote n'eût lieu, Jim Marurai se rendait chez le représentant de la Reine, sir Frederick Goodwin, afin de lui demander de dissoudre le Parlement, annulant ainsi la motion de censure qui fut tout de même votée. Des élections générales eurent lieu le 26 septembre 2006 alors que Geoffrey Henry jugeant la décision de Goodwin anticonstitutionnelle, lança une procédure en annulation auprès de la Haute Cour de justice de Rarotonga, procédure par la suite abandonnée. Les élections donnèrent la victoire au Democratic party que Marurai avait finalement rejoint. Le Demo obtint 15 sièges contre 7 au CIP et 2 indépendants.
Mesure symbolique mais importante, les îles Cook ont aboli la peine de mort en décembre 2007. En février 2008, une loi garantissant la liberté de la presse est également adoptée.

### La "rébellion" des Ariki (juin 2008)
Le 5 juin 2008, une réunion "secrète" à laquelle assistaient neuf Ariki de l'archipel fut organisée à l'initiative d'un maori de Nouvelle-Zélande basé à Sydney, Bruce Ruatapu Mita et de son épouse originaire des îles Cook. La réunion avait pour objet d'affirmer la propriété des Ariki sur les fonds marins de la ZEE (Zone économique exclusive) des îles Cook dans l'éventualité d'une hypothétique exploitation des nodules polymétalliques qui s'y trouveraient et des millions de dollars que celle-ci pourrait rapporter. Le gouvernement Marurai par la voix de son vice Premier Ministre Sir Terepai Maoate, tenta de s'opposer à la tenue de cette réunion qualifiant la proposition de Mita de "supercherie". Malgré tout la semaine suivante, le 12 juin, une proclamation signée "Te Ui Ariki Ngateitei o te Kuki Airani", était solennellement lue dans une ambiance houleuse sur le perron du Palais Makea. Cette proclamation faite en maori était ainsi résumée dans la presse locale :  
«Le moment est venu de se débarrasser des hommes politiques qui dirigent le pays et ont par le passé foulé aux pieds le statut des Ui Ariki. Les Ui Ariki  rapprochent ce qui s'est passé dans ce pays à la manière dont les populations autochtones ont été traités dans le Pacifique. Toutes les ressources naturelles du pays dans les airs, sur terre et mer sont désormais la propriété des Ui Ariki. Le Parlement, la couronne et les liens avec la Reine ne sont plus reconnus par les Ui Ariki. Tous les traités et les accords signés avec d'autres pays ne sont plus reconnus par les Ui Ariki. Cette proclamation prend effet à dater du 12 juin 2008, le pouvoir étant transféré aux Ariki afin qu’ils veillent aux intérêts du pays et du peuple. »
Les signataires de cette proclamation furent Rongomatane Ada Teaupurepure Tetupu Ariki (Atiu), Vaeruarangi Teaukura Ariki (Aitutaki), Tetava Poitirere Ariki (Mitiaro), Temaeu Teikamata Mii Ariki (Mitiaro), Makea Karika Margaret Ariki (Teauotonga), Makea Vakatini Joseph Ariki (Teauotonga), Kainuku Kapiriterangi Ariki (Takitumu), Tararo Temaeva Ariki (Mauke)  , Fakaheo Trainee Ariki (Rakahanga et Manihiki) et Mere Maraea MacQuarrie représentant la famille Makea Nui Ariki. Henry Ngamaru Ariki qui était présent à la réunion du 5 juin refusa finalement de signer la proclamation. En effet cette affaire divisa les Ariki. Tinomana Ruta Tuoro Ariki (Puaikura) refusa toute implication dans cette histoire. Pa Tepaeru Teariki Upokotini Marie Ariki (Takitumu) qui étant en Nouvelle-Zélande n'assistait pas non plus à la réunion du 5, qualifia cette proclamation d'"illégale"
Pour le premier ministre Jim Marurai, cette proclamation faite par "un groupe minoritaire d'Ariki" était un "non-sens" et n'avait "aucune crédibilité". La population semblait quant à elle prendre toute cette affaire avec des sentiments mêlés entre embarras, colère et amusement, reprochant surtout à Bruce Ruatapu Mita d'avoir voulu manipuler leurs chefs
Les choses rentrèrent peu à peu dans l'ordre. Rongomatane Ariki qui présidait la Chambre des Ariki et six autres Ariki signataires finirent par se rétracter en réaffirmant leur allégeance à Eripateti II, te ariki o te Peritane, alors que le document de la proclamation aurait entre-temps mystérieusement disparu. Ce "coup de gueule" des Ariki venait après plusieurs polémiques les opposant au gouvernement dans la gestion des terres du "domaine public" ("Crown land") dont beaucoup étaient les anciens propriétaires terriens. Les Ariki revendiquaient également de longue date que le Représentant de la Reine aux îles Cook soit nommé parmi eux et plus généralement d'être un peu plus respectés.

### Le limogeage de Terepai Maoate et le fiasco du projet "fuel farm" (décembre 2009)
Le 23 décembre 2009, Marurai décida de limoger Terepai Maoate de son poste de vice-premier ministre, jugeant ce dernier responsable du couteux fiasco du projet "fuel farm" (dépôt de carburant). À l'origine de l'affaire, la décision en 2007 du gouvernement et de son ministre des finances Terapai Maoate d'acquérir le dépôt pétrolier de Panama (Avarua), propriété des sociétés Toa Petroleum (Apex Agencies) et Triad Pacific Petroleum, dans le but de rationaliser l’approvisionnement en carburant de l'archipel et permettre un meilleur contrôle des prix. Opposées à ce qu'elles jugeaient comme une nationalisation abusive, les deux sociétés pétrolières déposèrent une plainte en janvier 2008 auprès de la Haute Cour de Rarotonga. Pour mettre fin à la procédure qu'il risquait de perdre, le gouvernement accepta alors de négocier avec les plaignants. Un accord fut finalement trouvé le 17 décembre 2009 selon lequel le gouvernement renonçait non seulement à son projet d'acquisition mais acceptait de verser respectivement 1,75 million et 73 000 dollars NZ aux sociétés Toa Petroleum et Triad Pacific Agencies en dédommagement des frais de justice avancés et des retombées négatives apportées par cette affaire sur l'image des deux sociétés. Selon le gouvernement, la perspective d'un procès aurait pu coûter aux îles Cook la bagatelle de 10 millions de dollars.
Dès l'annonce du limogeage de Terepai Maoate, trois ministres, Ngamau Mere Munokoa (Nikao-Panama), Tangata Mouauri Vavia (Mitiaro) et Kete Ioane (Vaipae-Tautu) démissionnèrent de leurs portefeuilles respectifs par solidarité avec leur chef de parti. Robert George Wigmore fut nommé par Marurai Vice-Premier Ministre en remplacement de Maoate.  Peu après, le bureau politique du Democratic Party annonça dans un communiqué que Marurai et Wigmore étaient exclus du parti tandis que le Cook Islands Party demandait la tenue de nouvelles élections. Le lendemain 24 décembre, Marurai nomma trois nouveaux ministres en remplacement de ceux qui venaient de démissionner : Wilkie Rasmussen Penrhyn qui avait pourtant tenté de le renverser 6 mois plus tôt,William "Smiley" Heather (Ruaau) et Tereapii Piho (Manihiki). Tous trois et jusqu'à nouvel ordre sont toujours membres du Democratic Party qui se retrouve ainsi divisé en deux factions.